# پانتومیم

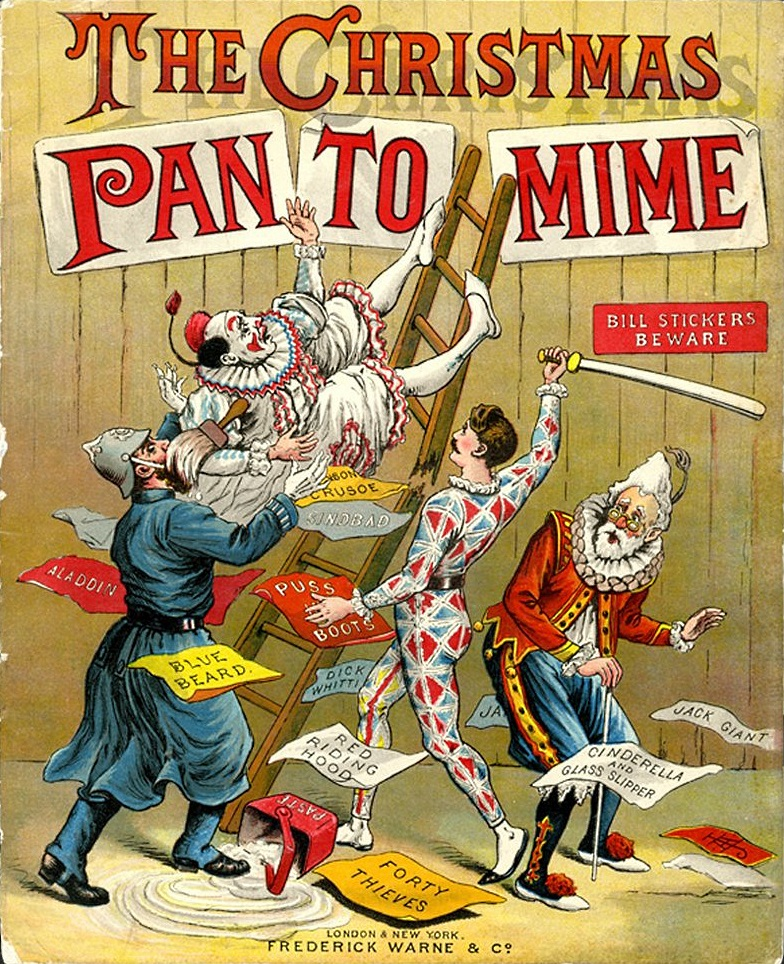
جلد کتاب لیتوگرافی رنگی پانتومیم کریسمس، ۱۸۹۰ میلادی که شخصیت‌های هارلکیناد را نشان می‌دهد

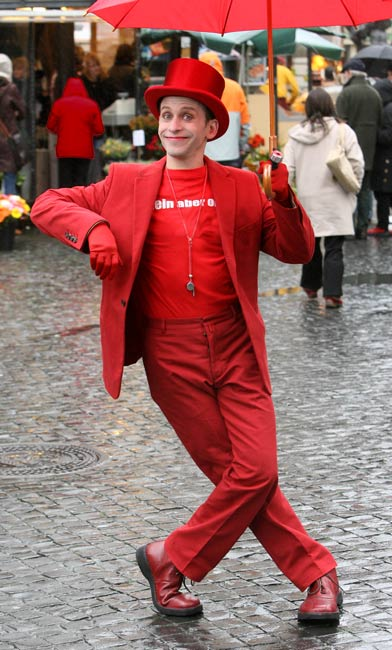
یک هنرمند پانتومیم خیابانی

پانتومیم یا ادابازی (/ˈpæntəˌmaɪm/; به‌طور غیررسمی: پانتو) (به انگلیسی: Pantomime)، به اجرای نمایش بی‌کلام فقط با استفاده از حرکات بدن گویند.
پانتومیم نوعی تولید صحنه‌ای کمدی موزیکال است که برای سرگرمی‌های خانوادگی طراحی شده‌است. این گونهٔ نمایش در انگلستان توسعه یافته‌است و در سراسر بریتانیا، ایرلند و (به میزان کمتر) در سایر کشورهای انگلیسی زبان، به ویژه در فصل کریسمس و سال نو اجرا می‌شود. پانتومیم مدرن شامل ترانه‌ها، شیرین‌کاری‌ها، بزن‌بکوب کمدی و رقص است؛ از بازیگران متقابل جنسیتی استفاده می‌کند و طنز موضعی را با داستانی کم و بیش بر اساس قصهٔ پریان، افسانه یا داستان عامیانهٔ شناخته شده ترکیب می‌کند.
پانتومیم یک شکل مشارکتی از تئاتر است که در آن مخاطب تشویق می‌شود و انتظار می‌رود که همراه با بخش‌های خاصی از موسیقی بخواند و عباراتی را برای اجراکنندگان فریاد بزند.
پانتومیم در فرهنگ غربی سابقه طولانی تئاتری دارد که به تئاتر کلاسیک بازمی‌گردد. این تا حدی از سنت کمدیا دلآرته قرن شانزدهم ایتالیا و دیگر سنت‌های صحنه اروپایی و بریتانیایی، مانند ماسک‌های قرن هفدهم میلادی و میوزیک هال توسعه یافت. بخش مهمی از پانتومیم، تا اواخر قرن ۱۹ میلادی، هارلکیناد بود.
در خارج از بریتانیا، کلمهٔ «پانتومیم» اغلب به معنای تقلید درک می‌شود، نه شکل تئاتری که در اینجا توضیح داده شده‌است.

## تاریخچه
سرآغاز آن را باید از رم باستان و نمایش‌های آکروباتیک که توسط رقصنده ای ماسک دار به نام «پانتو میموس» مشهور بود، دانست. نامدارترین هنرمند معاصر این رشته، هنرپیشه مشهور نمایش فرانسه «مارسل مارسو» است که در ۲۲ سپتامبر ۲۰۰۷ میلادی، درگذشت.
خاستگاه این هنر بریتانیا می‌باشد.

## رم

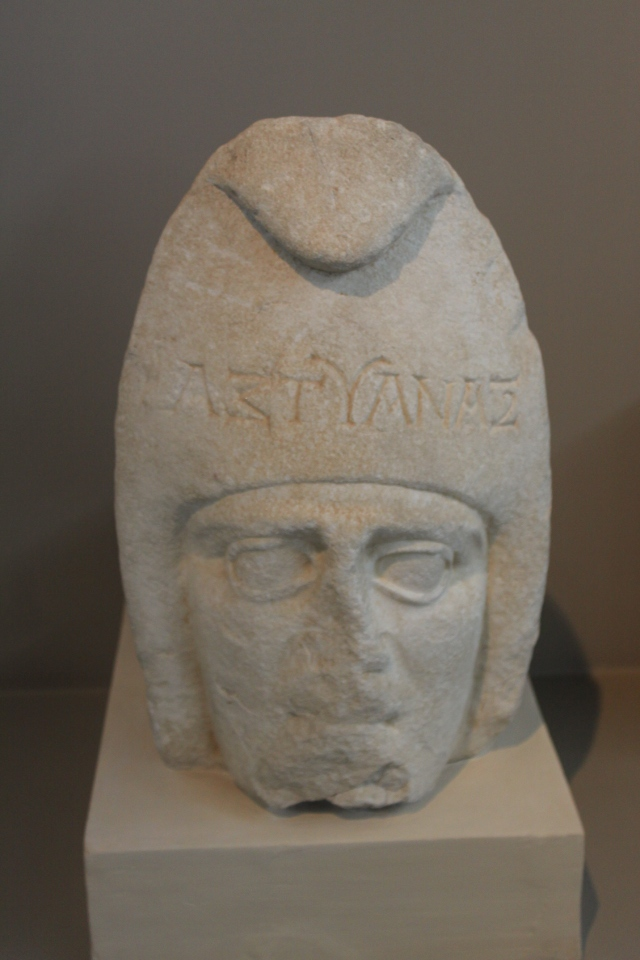
مجسمه تئاتر مقدونی قرن دوم میلادی، که تصور می‌شود نمایانگر ماسک پانتومیم است

کلمهٔ پانتومیم از کلمهٔ لاتین پانتومیموس (Pantomimus) گرفته شده‌است، که به نوبهٔ خود از کلمهٔ یونانی پانتومیمس (Pantomimes) (به یونانی: παντόμιμος) مشتق شده‌است که شامل (-Panto) (به یونانی: -παντο) به معنی "همه" و میموس (Mimos) (به یونانی: μῖμος) به معنی "رقصنده" است؛ یعنی رقصنده‌ای که تمام نقش‌ها یا تمام داستان را بازی کرده‌است.

## نوع‌ها
بازیگر پانتومیم یا همان 'اداباز'...  باید نشانه‌ها و کدهایی را با نشانه‌گذاری استفاده کند که تماشاگر آن را درک کند.
پانتومیم به پنج دسته تقسیم می‌شود.
1. میم فیگوراتیو
2. میم تشریحی
3. میم کاربردی
4. میم عروسکی به دو دسته تقسیم می‌شود: الف: عروسک کوکی ب: خیمه شب بازی
5. میم ماشینی یا ربوتیک

اجرای پانتومیم در تمام جنبه‌های آن در یک‌کلام خلاصه می‌شود و آن کنترل است:
- کنترل حس
- کنترل بدن
- کنترل کلام

### ۱- میم فیگوراتیو
یک کنترل و ایستائی‌های بدن در اشکال مختلف و متفاوت برای زمان‌های متفاوت. گاهی فیگور درحد چند ثانیه یا حتی چند دقیقه است که در همان حال بماند.
فیگور یا ژست یا ژستوس یونانی‌ها یا ژستورال حالتی است که باید دارای معنا باشد و مخاطب باید بتواند از او مفهومی از او دریافت کند. با کنترل بدن و تعادل براساس تنفس به وجود می‌آید. در کارهای عملی روی شیوه درست تنفس برای رسیدن به تعادل بدن گفتگو خواهیم کرد.

### ۲- میم تشریحی(آنتآ)
یک موقعیت را توصیف می‌کند. این ساخت موقعیت در " میم " با ساخت موقعیت در تئاتر کاملاً متفاوت است. یکی از ویژگی‌های پانتومیم، بدون متن بودن آن است و یک طرح پانتومیم حداقل یک جمله است.
مارسل مارسو می‌گوید: " تمام متن یک پانتومیم درحد سه یا چهار کلمه است، مثل: پیت به رستوران می‌رود ". متن‌هایی که برای جلوه " ایما " می‌نویسند فقط خلق یا گفتن یک موقعیت است زندگی کاراکتر از نقطه A تا نقطه B (کل زندگی) نیست بلکه برشی فقط بین A و B است.

### ۳- میم کاربردی
در این نوع میم از دو بازیگر میم به بالا استفاده می‌شود که " بازیگرِ میمِ اصلی " را یاری می‌کنند و می‌توانند در نقش اشیا مثل صخره، چوب لباسی، میز و … باشند.

### ۴- میم عروسکی
میم عروسکی به دو دسته: الف - عروسک کوکی ب - عروسک خیمه شب بازی تقسیم می‌شود. در میم عروسکی با میم غیر عروسکی یا تفاوت عمده دارد و آن اینکه، در میم عروسکی مفاصل بدن به شش مفصل تقلیل پیدا می‌کند.
1. مفصل گردن
2. مفصل دو دست
3. مفصل دو پا
4. مفصل کمر

که مجموعاً شش تا می‌شود. در میم عروسکی حرکت افقی و عمودی باهم اتفاق می‌افتد. در میم عروسکی کوکی، حرکات کاملاً شکسته، تعداد مفاصل شش، حرکات متصل است. در میم عروسک خیمه شب بازی، تعداد مفاصل شش، حرکات منقطع است و حرکات کاملاً شکسته نیست.

### ۵- میم ماشینی یا آدم آهنی یا روباتیک
ترکیب محورهای حرکتی وجود ندارد. حرکات افقی و عمودی باهم اتفاق نمی‌افتد یعنی، تعداد مفاصل زیادتر است اما، دیگر نرمش حرکتی عروسکی در آن وجود ندارد.

## همین‌طور ببینید
- هنرمند میم